# Surbiton Trophy 2004
Il Surbiton Trophy 2004 è stato un torneo di tennis facente parte della categoria ATP Challenger Series nell'ambito dell'ATP Challenger Series 2004. Il torneo si è giocato a Surbiton in Gran Bretagna dal 31 maggio al 6 giugno 2004 su campi in erba.

## Vincitori

### Singolare
Karol Beck ha battuto in finale  Wesley Moodie con il punteggio di 6–4, 6–4

### Doppio
Nathan Healey /  Jim Thomas hanno battuto in finale  Alejandro Falla /  Glenn Weiner con il punteggio di 6–3, 7–6(9)